# 扎羅扎內
48°24′45″N 26°17′19″E / 48.41250°N 26.28861°E
扎羅扎內（烏克蘭語：Зарожани）是位於烏克蘭西南部的村莊，由切爾諾夫策州德涅斯特区的內多博伊夫齊市鎮負責管轄。該村海拔高度203米，2001年該村落人口3,284，98%居民使用烏克蘭語。